# Sovetskij rajon (Oblast' di Kirov)
Il Sovetskij rajon (in russo Советский район?) è un rajon dell'Oblast' di Kirov, nella Russia europea, il cui capoluogo è Sovetsk. Istituito nel 1929, ricopre una superficie di 2330 chilometri quadrati.